# José Thumas
Pour les articles homonymes, voir Thumas.
José Thumas, né le 22 août 1933 à Kraainem et mort le 21 novembre 2010 à Woluwe-Saint-Lambert, est un coureur cycliste belge, professionnel de 1954 à 1964.

## Palmarès
- 1956
  -  Champion de Belgique interclubs amateurs (avec Albert Debremaeker + Maurice De Cooman  + Émile Daems)
- 1957
  - 2e au Championnats de Belgique de cyclisme sur piste poursuite
- 1958
  - 3e au Championnats de Belgique de cyclisme sur piste poursuite
- 1960
  - 3e au Championnats de Belgique de cyclisme sur piste poursuite
- 1961
  - Tour des Flandres B
  - 3e de Roubaix-Cassel-Roubaix
  - 3e au Championnats de Belgique de cyclisme sur piste poursuite
- 1962
  - 2e au Circuit du Brabant occidental